# Telescopi Crossley
El telescopi Crossley és un telescopi reflector de 36 polzades (910 mm) situat en l'observatori Lick a Califòrnia, Estats Units.
Va ser donat a l'observatori en el 1895 pel polític britànic Edward Crossley, sent reconstruït des de zero, ja que els seus muntatges eren molt dèbils. Va ser utilitzat per última vegada el 2010 en la cerca de planetes extrasolars, sent posat fora de servei a causa de les retallades pressupostàries. El mirall, i alguns dels muntatges inicials provenen del telescopi de 36 polzades Andrew Ainslie Common, que es trobava originalment muntat en l'observatori Andrew que va ser utilitzat des del 1879 fins al 1886 per provar el concepte d'astrofotografia de llarga exposició (objecte d'enregistrament massa dèbil per ser vist per l'ull humà per primera vegada), sent comprat per Crossley en el 1886.
Les recerques de James Keeler van ajudar a establir que els grans telescopis reflectors de metall revestit amb miralls de vidre eren astronòmicament útils, en lloc d'utilitzar miralls de metall polit. Els grans telescopis refractors estaven encara en voga, però el reflector Crossley va iniciar l'èxit dels grans reflectors en la dècada de 1900. Uns altres grans telescopis reflectors que van seguir l'exemple del Crossley van ser entre d'altres, el de 60 polzades de la Universitat Harvard o el de l'observatori d'Hamburg de 39,4 polzades.
Nicholas Mayall era un usuari de llarg termini de la Crossley i va afegir un espectrògraf slitless per estendre la seva utilitat en la cara dels telescopis més grans.